# Mimmo Gangemi
Mimmo Gangemi, all'anagrafe Domenico Gangemi (Santa Cristina d'Aspromonte, 19 ottobre 1950), è un ingegnere, scrittore e giornalista italiano.

## Biografia
È nato il 19 ottobre 1950 a Santa Cristina d'Aspromonte. Ha condotto i suoi studi in varie regioni e si è laureato a Catania nel 1977 specializzandosi in ingegneria clinica nel 2003 all’Università dell’Aquila. Vive a Palmi. 
Ha esordito nel 1995 con Un anno d'Aspromonte (Rubbettino). Nel 2002 ha pubblicato un financial thriller con la casa editrice Il Sole 24 Ore, Il passo del cordaio, poi distribuito anche in edicola in allegato a Il Sole 24 Ore nell'agosto 2003. Il libro è stato esaminato da Giancarlo De Cataldo per una eventuale trasposizione (poi non realizzata) su Crimini per Rai 2 della quale De Cataldo era curatore. 
De Cataldo ha portato a Einaudi in lettura un libro di Gangemi Quell’acre odore di aglio. Il libro non è stato pubblicato da Einaudi, che però ha poi stampato due libri di Gangemi nella collana Stile Libero: Il giudice meschino poi adattato per l'omonima fiction e interpretato da Luca Zingaretti, Luisa Ranieri, Maurizio Marchetti, Paolo Briguglia, Gioele Dix, e La signora di Ellis Island uscito nel 2011.
Nel 2017, insieme a Pino Aprile, Maurizio De Giovanni e Raffaele Nigro, Gangemi ha firmato Attenti al Sud (Piemme). 
Gangemi spazia su più generi letterari: dalla saga familiare al noir, dal romanzo storico al thriller, dalla storia di ordinaria quotidianità alla commedia tragica. 
È autore della sceneggiatura teatrale Trentasette secondi, sullo scenario del terremoto di Reggio e Messina del 1908. 
Quell’acre odore di aglio non fu preso in considerazione per la pubblicazione da Einaudi: è stato pubblicato da Bompiani nel 2015 con il titolo Un acre odore di aglio. Nello stesso anno è uscito per Garzanti La verità del giudice meschino. Una nuova stesura del romanzo d’esordio di Gangemi, Un anno d’Aspromonte, è stata stampata dal suo primo editore, Rubbettino, in una nuova stesura con il titolo Il prezzo della carne. 
Nel 2021 pubblica per Piemme Il popolo di mezzo, storia di una famiglia siciliana all'inizio del novecento alle prese con l'integrazione negli Stati Uniti.

### Il lavoro come giornalista
Gangemi è iscritto all’Albo dei giornalisti della Calabria. 
Collabora con le pagine culturali de La Stampa dal 2010; è collaboratore di varie riviste e quotidiani tra cui Panorama, Italianieuropei, Gazzetta del Sud, Il Quotidiano del Sud, La Riviera, Il giornale Calabria Sconosciuta. È titolare della rubrica Il racconto su Calabria on web, il giornale on-line ufficiale del Consiglio regionale della Calabria.
È stato insignito nel 2016 del Premio “La matita rossa e blu" per il giornalismo della Fondazione Italo Falcomatà.

## Opere
- Un anno d'Aspromonte, Rubbettino, 1995 ISBN 8872844215
  - Il prezzo della carne, Rubbettino, 2014, ISBN 8849842635
- Quell'acre odore di aglio, REM, 1998, ISBN 8887455007
  - Un acre odore di aglio, Bompiani, 2015, ISBN 9788845278549
- Pietre nel levante, La Città del sole, Sosed Editrice, 2000
- Il passo del cordaio Il Sole 24 ore, 2002, ISBN 8883633512
- 25 Nero, Pellegrini Editore 2004, ISBN 8881012197
- Il giudice meschino, Einaudi, 2009, ISBN 9788811684350
  - La revanche du petit juge, Éditions du Séuil, 2014, ISBN 2021177629
- La signora di Ellis Island, Einaudi, 2011, ISBN 9788806200077
- Il patto del Giudice, Garzanti 2013, ISBN 8811684188
  - Le pacte du petit juge, Éditions du Séuil, 2016, ISBN 2757864653
- La verità del giudice meschino Garzanti, 2015, ISBN 9788811684350
  - La verité du petit juge, Éditions du Séuil, 2017, ISBN 2021343367

## Premi
Un anno d'Aspromonte
- Premio Nazionale Rhegium Julii 1996[16]
- Premio Fortunato Seminara 1998
- Premio letterario Vincenzo 1998
- Secondo classificato al Premio Giuseppe Berto

Quell'acre odore di aglio
- Premio selezione Feudo di Maida 1999

Pietre nel levante
- Premio Città del Sole 2001.

Il passo del cordaio
- Premio Il Pungitopo
- Premio selezione Feudo di Maida 2002

Il giudice meschino
- Premio Selezione Bancarella 2010,
- Premio Epizephiry 2010
- Premio Anassilaos Narrativa 2010
- Premio Bronzi di Riace 2010

La signora di Ellis Island
- Premio Leonida Repaci XVII edizione 2011
- Premio dei Lettori Lucca XXIV edizione 2011/12
- Premio Saverio Montalto 2012 V Edizione
- Premio Tropea VI edizione 2012
- Premio Gino Gullace 2013, XXVIII edizione

Il patto del giudice
- Premio Giovanni Lo Sardo il “Cristo d’Argento” 2013

Il prezzo della carne
- Premio CariCal 2015 per la Cultura Mediterranea

Un acre odore di aglio
- Premio Nazionale Rhegium Julii, speciale narrativa Pasquino Crupi 2015[17]